# Pidonia insperata
Pidonia insperata är en skalbaggsart som beskrevs av A. Saito 1995. Pidonia insperata ingår i släktet Pidonia och familjen långhorningar. Inga underarter finns listade i Catalogue of Life.